# Karen Morrison
Karen Jean Morrison-Comstock (St. Charles, 1955) è una modella statunitense.

## Carriera
Karen Comstock partecipa al concorso Miss Illinois su suggerimento della propria agenzia che era proprietaria del franchise. La Morrison vinse il concorso ed un mese dopo rappresentò lo stato dell'Illinois a Miss USA, che quell'anno si tenne presso le cascate del Niagara a New York il 18 maggio 1974. La Morrison vinse il concorso e fu incoronata da Amanda Jones, sempre dell'Illinois.
Durante il suo anno di regno la neo incoronata Miss USA viaggiò molto ed incontrò diverse celebrità come Jack Lemmon, Bobby Vinton, Omar Sharif e Joe Namath. In seguito Karen Morrison rappresentò gli Stati Uniti a Miss Universo, ma arrivò soltanto sino alle semifinali. Alla fine il concorso fu vinto dalla spagnola Amparo Muñoz. Successivamente la Morrison incontrò il suo futuro marito, Gordon Comstock con il quale ebbe quattro figli e si ritirò dal mondo dello spettacolo.

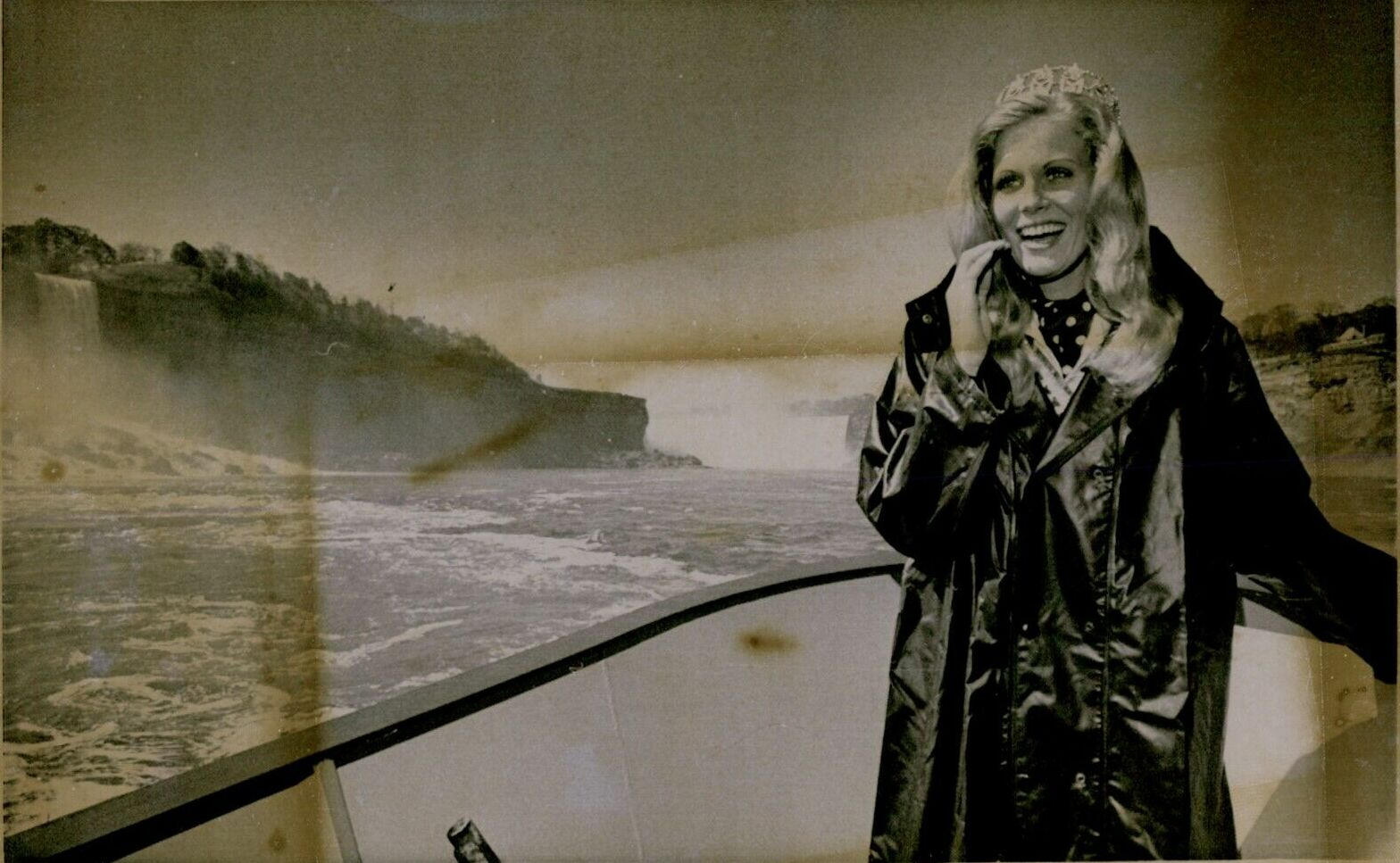
Karen Morrison